# Македонська династія
Македо́нська дина́стія — династія візантійських імператорів (867–1056).
За правління Македонської династії були встановлені торговельні, дипломатичні і культурні зв'язки Візантії з Київською державою. Засновником династії став Василій І Македонянин (867–886). Головні представники — Костянтин VII Багрянородний (913–919, 945–959), Никифор II Фока (963–969), Іван І Цімісхій (969–976), Василій II Болгаробійця (976–1025).

## Список імператорів з Македонської династії
- Василій І Македонянин (867—886) Βασίλειος Α' (ο Μακεδών),
- Лев VI (886—912) Λέων ΣΤ' (ο Σοφός ή Φιλόσοφος)
- Александр (879—912) Αλέξανδρος (συναυτοκράτορας)
- Александр (912—913) Αυτοκράτορας
- Костянтин VII Багрянородний (913—919, 945—959) Κωνσταντίνος Ζ' (ο Πορφυρογέννητος)
- Роман II (959—963) Ρωμανός Β' (ο Νεότερος)
- Никифор II Фока (963—969) Νικηφόρος Β' (ο Φωκάς)
- Іван І Цімісхій (969—976) Ιωάννης Α' (ο Τσιμισκής)
- Василій II Болгаробійця (976—1025) Βασίλειος Β' (ο Βουλγαροκτόνος)
- Костянтин VIII (976—1025) Κωνσταντίνος Η'' (συμβασιλεύς)
- Костянтин VIII (1025-28) Αυτοκράτορας
- Роман III Аргир(1028—1034) Ρωμανός Γ' (ο Αργυρός)
- Михайло IV Пафлагонський(1034—1041) Μιχαήλ Δ' (ο Παφλαγών)
- Михайло V Калафат(1041—1042) Μιχαήλ Ε' (ο Καλαφάτης)
- Зоя (1042) Ζωή Α' Αυτοκράτειρα
- Феодора (1042) Θεοδώρα συναυτοκράτειρα
- Костянтин IX Мономах(1042—1054) Κωνσταντίνος Θ' (ο Μονομάχος)
- Феодора(1054—1056) Θεοδώρα Αυτοκράτειρα
- Михайло VI Стратіотік (1056—1057) Μιχαήλ ΣΤ' (ο Στρατιωτικός)